# Ликудис, Петрос
Петрос Ликудис  (греч. Πέτρος Λυκούδης; 1843, Афины — 1913) — генерал-майор греческой армии, автор артиллерийской системы получившей его имя.

## Биография
Петрос Ликудис родился в городе Нафплион в 1843 (по другим данным в 1844) году.
По отцовской линии происходил из старинного византийского рода, члены которого жили в Венеции, на Закинфе, Керкире, и Кефаллонии.. Брат, Эммануил Ликудис был известным юристом и писателем. Племянник, Стилианос Ликудис, стал адмиралом и связал своё имя с развитием системы маяков в греческих морях.
Военное училище эвэлпидов закончил 17 мая 1867 года в звании лейтенанта инженерных войск.
Несколько раз назначался директором службы логистики армии и директором училища инженерных войск. Преподавал фортификацию в военном училище эвэлпидов.
Был в составе греческой армии, которая во время русско-турецкой войны, 21 января 1878 года, вторглась в османскую Фессалию:201. Но после протестов Великих держав и перемирия подписанного русскими и турками 22 января (3 февраля) 1878 года, армия была отозвана, не развивая первоначальный успех и не удерживая занятые территории:202.
Годом позже Петрос Ликудис принял участие в переговорах в Превезе и Константинополе, касательно территориальных уступок Османской империи в пользу Греческого королевства.
Был послан премьер-министром Х. Трикуписом на Берлинский конгресс в качестве военного советника по вопросам связанным с коррекцией греко-турецкой границы. Однако не свернув окончательно партизанскую войну в Македонии и шантажируя вторжением регулярной армии на османские территории, что могло спровоцировать новую большую войну, 31 марта (12 апреля) 1881 года Греция вынудила Великие державы, а через них Османскую империю, предоставить ей бо́льшую часть Фессалии и небольшую территорию в Эпире:211.
Петрос Ликудис стал членом Международного комитета по установлению новой границы и, вместе с полковником британской армии Ardag (Sir John Charles Ardagh) составил карты новой границы.
Наряду с полковником П. Данглисом ещё с середины 1890-х годов создал первые образцы современных горных орудий с контролем отката, разборкой и удобной транспортировкой получивших его имя.
Написал книгу о изобретённой им артиллерийской системе. Особенностью книги было то, что в то время как второй том был военно-техническим, полным чертежей, эскизов и расчётов, первый том был историческим, посвящённым истории рода Ликудисов.
Он приложил усилия чтобы его изобретение стало достоянием греческой армии и не было присвоено британской фирмой Vickers (P. Lykoudis’s original 1891 dismantleable breechloading gun with recoil).
С военно-политическими миссиями был послан во Францию, Британию и Германию в 1900 и 1905 году.
Демобилизован 28 мая 1906 года. Умер в 1913 году